# Kenzie
Kim Yeon Jung (en hangul, 김연정; en hanja, 金耎朝; Prefectura de Shimane, 3 de febrero de 1976), más conocida como Kenzie (en hangul, 켄지), es una compositora surcoreana. Ella ha compuesto muchas canciones para los artistas de S.M. incluyendo a BoA, Isak N Jiyeon, The Grace, Super Junior, TVXQ, Girls' Generation, SHINee, f(x), EXO, Red Velvet y NCT.

## Biografía
Kim Yeon Jung nació en la Prefectura de Shimane, Japón en 1976. Está casada con el letrista Kim Jung Bae, con quien colabora para crear las canciones publicadas por los artistas de S.M. Entertainment.
Ella era alumna de Berklee College of Music, con especialización en producción musical e ingeniería (MP&E). Ella se trasladó a los Estados Unidos para continuar sus estudios, aunque su meta era todavía ser una productora y un compositora musical en su país nativo, Corea del Sur. Aunque había sido entrenada en música clásica y sabía tocar el piano y la trompeta, se había familiarizado con la escena pop y con el conocimiento de grupos exitosos de S.M. como S.E.S. y H.O.T., se fijó una meta para trabajar con S.M., consiguiendo el logro después de graduarse y de reunirse con el CEO, Lee Soo Man.
Sus canciones favoritas son, «My Name» de BoA y «Oh!» de Girls' Generation, junto a la canción de debut de f(x), «La Cha Ta». Para futuros objetivos, quiere ampliar sus horizontes en el campo musical y trabajar con artistas estadounidenses y europeos para seguir explorando y exhibiendo el sonido multicultural de su música, que incluye influencias occidentales y orientales.